# Forças Aéreas do Exército dos Estados Unidos

Insígnia de ombro da USAAF.

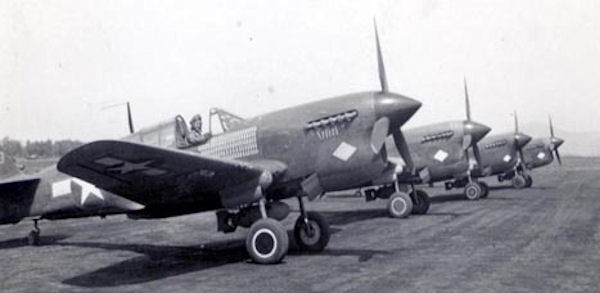
Caças Curtiss P-40 da força aérea do exército americano.

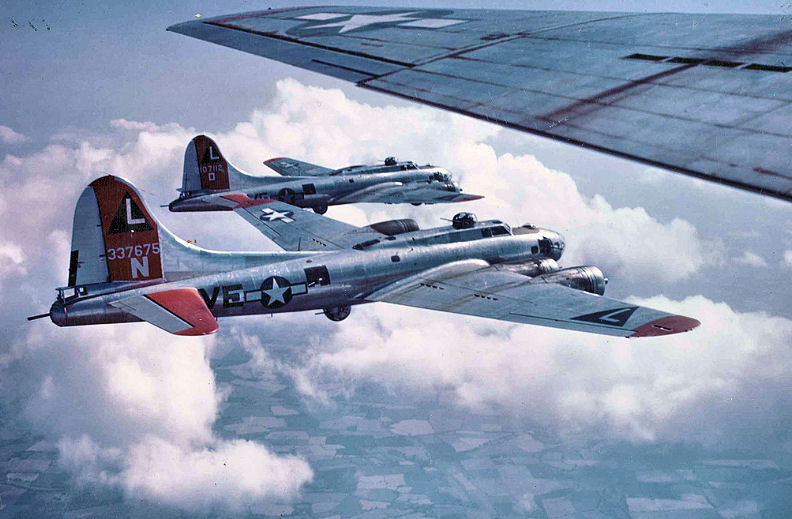
Um esquadrão de B-17 americanos.

As Forças Aéreas do Exército dos Estados Unidos (United States Army Air Forces ou USAAF em inglês) foram o corpo de aviação militar dos Estados Unidos durante e imediatamente após a Segunda Guerra Mundial.
Precursora direta da Força Aérea dos Estados Unidos, em seu ápice, em dezembro de 1943, a USAAF possuía mais de 2,4 milhões de homens e mulheres ao seu serviço, perto de 80 000 aeronaves e 783 bases domésticas.
Já no final da Guerra, no Dia da Vitória na Europa, a USAAF possuía 1,25 milhões de homens aquartelados no ultramar e operando em mais de 1 600 aeródromos em todo o mundo.
O Corpo Aéreo tornou-se a Força Aérea do Exército em junho de 1941, para que a arma aérea dispusesse de maior autonomia para se expandir com eficiência, e fornecer uma estrutura para os escalões de comando adicionais exigidos por uma força que se expandia rapidamente.
Embora outras nações já possuíssem forças aéreas separadas do exército ou marinha (tal como a Royal Air Force britânica e a Luftwaffe alemã), a USAAF permaneceu como parte integrante do Exército até 1947.

## Evolução da Força Aérea dos Estados Unidos
- Divisão Aeronáutica do Signal Corps (1 de agosto de 1907 – 18 de julho de 1914)
- Seção de Aviação do Signal Corps (18 de julho de 1914 – 20 de maio de 1918)
- Divisão de Aeronáutica Militar (20 de maio de 1918 – 24 de maio de 1918)
- Serviço Aéreo do Exército dos Estados Unidos (24 de maio de 1918 – 2 de julho de 1926)
- Corpo Aéreo do Exército dos Estados Unidos (2 de julho de 1926 – 20 de junho de 1941)
- Forças Aéreas do Exército dos Estados Unidos (20 de junho de 1941 – 18 de setembro de 1947)
- Força Aérea dos Estados Unidos (18 de setembro de 1947 – presente)